# Capirotada (postre)
La capirotada es un postre mexicano típico de los estados de Aguascalientes, Colima, Chihuahua, Coahuila, Durango, Nayarit, Sinaloa, Sonora, Zacatecas, Tamaulipas, Baja California, Baja California Sur, Jalisco, Michoacán, Guerrero, San Luis Potosí, Veracruz, Hidalgo, Guanajuato, Querétaro y Nuevo León, así como también en Nuevo México, Estados Unidos. Consiste en pan tostado, o añejado hasta que se deshidrata (en el caso de Jalisco de birote salado), cortado en rodajas que son puestas a cocer junto con trozos de plátano, pasas, nueces, guayaba y cacahuates, cubierto con jarabe de piloncillo y queso de mesa rallado. Este platillo se consume principalmente durante la época de la Cuaresma. Es un postre que ha sido pasado de generación en generación, y que ha sido adoptado por diversos países.
En Jalisco, generalmente, se omiten las frutas y solamente se prepara con pasas, cacahuates, piloncillo y queso de mesa rallado. En Nayarit, se elabora de forma similar a la preparada en Jalisco y se pueden agregar frutos secos; otras, además de lo anterior, agregan un preparado de leche con canela; aunque también hay variantes saladas que incluyen cebolla y jitomate, sin el preparado de leche. En Nuevo León, se prepara con bolillo, queso Chihuahua, menonita, o manchego, pasas, cacahuates, coco y piloncillo. En Chihuahua, se le añade al final grageas o chochitos de colores, entre las capas se añade cacahuate y nuez, e incluso el jarabe de piloncillo se mezcla con lácteos para dar cremosidad. La única pequeña diferencia entre la capirotada de Sinaloa y la de Sonora es que, en general, en Sinaloa usan la guayaba en lugar de la biznaga en la preparación. Es distinto a la capirotada que se consume en el centro del país, que no lleva frutas, nueces ni cacahuates, y que usa queso añejo en lugar de queso chihuahua o ranchero. Dicha capirotada es muy similar a las torrijas. En Sinaloa y otros estados del país se acostumbra a comerla los viernes de cuaresma.
Recientemente, se le ha adjudicado un significado espiritual en relación con la pasión de Cristo y el tiempo cuaresmal. De allí que el pan simbolice el cuerpo de Jesús, la canela representa la cruz, la miel de piloncillo el dolor de la preciosa sangre, el clavo los clavos de la crucifixión, el queso el sudario y la fruta, grageas o chochitos de colores, coco rallado y nueces la alegría de la Pascua que se espera para la resurrección.